# Bucklin-módszer
A Bucklin-módszer egy olyan szavazási módszer, amely egy vagy és több győztes választására használható. A legmagasabb medián szabályokhoz hasonlóan, mint például a többségi ítélet, a Bucklin-győztes a legmagasabb medián helyezést vagy értékelést elérő jelöltek egyike lesz. Eredeti támogatója, a georgista politikus James W. Bucklin nevén vált ismertté.

## Szavazási folyamat
Többféle Bucklin-szabály ismert, de íme egy tipikus példa:
A választópolgárok rangsorolt preferenciális szavazatot adnak le (első, második, harmadik stb.).
Először az első preferenciákat számolják meg. Ha az egyik jelöltnek abszolút többsége van (a szavazatok legalább felét megszerzi), ez a jelölt nyer. Ellenkező esetben a második preferenciákat is megszámlálják és ezek hozzáadódnak az első preferenciákhoz. Ismételten, ha találnak egy jelöltet, aki abszolút többséget kapott, akkor az a jelölt lesz a győztes, aki a legtöbb szavazatot kapta. Szükség szerint további alacsonyabb rangsorok kerülnek hozzáadásra.
A többséget az érvényes szavazatok (szavazólapok) száma alapján határozzák meg. Mivel az első forduló után összesen több szavazat lehet, mint szavazók, előfordulhat, hogy egynél több jelöltet is abszolút többséggel támogatnak.

## Változatok és összehasonlítás más módszerekkel
A Bucklin-módszer kifejezés arra a folyamatra utal, amikor az összes szavazólapon megszámolják az összes preferenciát, amely magasabb helyezés egy bizonyos rangnál, majd ezt a rangot lefelé módosítják az abszolút többség eléréséig. 
Egyes változatokban az egyenlő rangsorolást egyes rangsoroknál vagy az összes preferenciánál engedélyezték. Egyes változatok előre meghatározott számú besorolással rendelkeztek (általában 2 vagy 3), míg másoknak korlátlan számú beosztása volt. A Borda-szavazáshoz hasonló változatok is léteztek abban, hogy az alacsonyabb rangú szavazatok kevesebbet számítottak.

## Kritériumok
A Bucklin-szavazás teljesíti az abszolút többségi, a kölcsönös többségi és a monotonitási kritériumot.
A Bucklin-szavazás egyenlő helyezések megengedése nélkül nem teljesíti a Condorcet-kritériumot, a klónoktól való függetlenséget, a "később-nem-árt" kritériumot, a részvételi kritériumot, a konzisztenciakritériumot, a fordított szimmetria kritériumot, a Condorcet vesztes kritériumot és az irreleváns alternatívák függetlensége kritériumot.
Ha az egyenlő vagy kihagyott rangsorolás megengedett, a Bucklin-módszer ugyanazokat a kritériumokat teljesíti, mint a többségi ítélet.

## Fordítás
Ez a szócikk részben vagy egészben  a   Bucklin voting című angol Wikipédia-szócikk ezen változatának fordításán alapul.  Az eredeti cikk szerkesztőit annak laptörténete sorolja fel. Ez a jelzés csupán a megfogalmazás eredetét és a szerzői jogokat jelzi, nem szolgál a cikkben szereplő információk forrásmegjelöléseként.